# Oliver Okuliar
Oliver Okuliar, född 24 maj 2000 i Trenčín, är en slovakisk ishockeyspelare som spelar för Skellefteå AIK i SHL.

## Klubbar (i urval)
- HC Dukla Trenčín U20, SVK U20 (2016/2017 – 2017/2018)
- HC Dukla Trenčín, Extraliga (2017/2018)
- HK 95 Panthers Považská Bystrica, Slovenská hokejová liga (2017/2018) (lån)
- Phœnix de Sherbrooke, LHJMQ (2018/2019)
- Lethbridge Hurricanes, WHL (2019/2020)
- HK 32 Liptovský Mikuláš, Extraliga (2020/2021)
- HC Dukla Trenčín, Extraliga (2020/2021)
- SaiPa, FM-ligan (2021/2022)
- Mountfield HK, ELH (2022/2023 – 2023/2024)
- Charlotte Checkers, AHL (2024/2025)
- Skellefteå AIK, SHL (2025/2026 –)